# Wang Daxie
Wang Daxie (Contea di Yi, 1860 – Pechino, 1929) è stato un politico cinese.
Fu primo ministro ad interim della Repubblica di Cina nel 1917 dopo le dimissioni di Duan Qirui e poi di nuovo nel 1922.